# Liste der Kunstwerke im öffentlichen Raum in Graz/Innere Stadt
Diese Liste der Kunstwerke im öffentlichen Raum in Graz/Innere Stadt enthält die auf „OFFSITE_GRAZ“ (Oeffentliche Kunst seit fuenfundvierzig) gelisteten permanenten Kunstwerke im öffentlichen Raum (Public Art) im Grazer Stadtbezirk Innere Stadt. OFFSITE_GRAZ wurde im Auftrag der Stadt Graz, in Koordination mit dem Kulturamt, entwickelt und umfasst einen Zeitraum bis 2011.

## Profane Kunstwerke
| Foto |                 | Name                                                                                         | Typ     | Standort                                                                                 | Künstler                                                      | Datierung               | Beschreibung | Metadaten                        |
| ---- | --------------- | -------------------------------------------------------------------------------------------- | ------- | ---------------------------------------------------------------------------------------- | ------------------------------------------------------------- | ----------------------- | --- | -------------------------------- |
| BW   | Datei hochladen | 63 Jahre danach ID: 1773                                                                     | Projekt | Bischofsplatz Standort                                                                   | Jochen Gerz                                                   | 2010–2014               | Das Projekt wurde im Sommer 2014 eingestellt. | Standort: Innere Stadt           |
| ja   | Datei hochladen | Das Erforschen der Dauer / Searching into permanence ID: 1787                                |         | Hof des Priesterseminars, Bürgergasse 2 Standort                                         | Manfred Erjautz                                               | 2005                    | | Standort: Innere Stadt           |
| BW   | Datei hochladen | Zelt ID: 1301                                                                                |         | Akademisches Gymnasium, Bürgergasse 15 Standort                                          | PRINZGAU/podgorschek                                          | 1997                    | | Standort: Innere Stadt           |
| ja   | Datei hochladen | Adler-Befreiungs-Denkmal ID: 1383                                                            | Denkmal | über dem Burggraben, Burggarten Standort                                                 | Wolfgang Skala                                                | 1960                    | | Standort: Innere Stadt           |
| BW   | Datei hochladen | 63 Jahre danach ID: 1775                                                                     | Projekt | Freiheitsplatz Standort                                                                  | Jochen Gerz                                                   | 2010–2014               | Das Projekt wurde im Sommer 2014 eingestellt. | Standort: Innere Stadt           |
| ja   | Datei hochladen | Fassadengestaltung ID: 1484                                                                  |         | Glacistraße 69 Standort                                                                  | Kurt Weber                                                    | 1954                    | | Standort: Innere Stadt           |
| ja   | Datei hochladen | Hauszeichen ID: 1388 HERIS-ID: 21218 Objekt-ID: 17535                                        |         | Glockenspielplatz 7 Standort                                                             | Wolfgang Skala                                                | 1946                    | | Standort: Innere Stadt           |
| ja   | Datei hochladen | t + 4e (think positive forever) ID: 1573                                                     | Projekt | Marktstände, Hauptplatz Standort                                                         | Sonja Gangl                                                   | 2003                    | | Standort: Innere Stadt           |
|      | Datei hochladen | o.T. ID: 1547                                                                                |         | Rathaus, Hauptplatz 1                                                                    | Michael Schuster                                              | 1999/2002               | | Standort: Innere Stadt           |
|      | Datei hochladen | Das Rathaus im Wandel der Zeiten ID: 1234                                                    |         | Rathaus, Foyer, Hauptplatz 1                                                             | Adolf A. Osterider                                            | 1971                    | | Standort: Innere Stadt           |
|      | Datei hochladen | CAMASIR ID: 1124                                                                             | Projekt | Café L´Angolo, Hauptplatz 15                                                             | Christian Marczik                                             | 2001                    | | Standort: Innere Stadt           |
|      | Datei hochladen | Ohne Titel ID: 1396                                                                          |         | Café L´Angolo, Hauptplatz 15                                                             | Herbert Soltys                                                | 1998                    | | Standort: Innere Stadt           |
| BW   | Datei hochladen | 63 Jahre danach ID: 1777                                                                     | Projekt | Herrengasse (auf der Höhe der Kaiserfeldgasse) Standort                                  | Jochen Gerz                                                   | 2010–2014               | Das Projekt wurde im Sommer 2014 eingestellt. | Standort: Innere Stadt           |
| BW   | Datei hochladen | Innenhofgestaltung ID: 945                                                                   |         | Herrengasse 3 Standort                                                                   | Architekturbüro Hans Gangoly                                  | 2002                    | | Standort: Innere Stadt           |
| BW   | Datei hochladen | Wandbrunnen mit figuralem Bronzehahn (Schütze) ID: 1021                                      |         | „gemaltes Haus“, re. Hofflügel, Herrengasse 3 Standort                                   | Erwin Huber                                                   | 1970                    | | Standort: Innere Stadt           |
| ja   | Datei hochladen | Oskar ID: 1422                                                                               |         | Herrengasse 19 Standort                                                                  | Erwin Talker                                                  | 1986                    | | Standort: Innere Stadt           |
| ja   | Datei hochladen | Lesendes Mädchen ID: 1030                                                                    |         | Buchhandlung Moser, Herrengasse 23 Standort                                              | Erwin Huber                                                   | 1989                    | | Standort: Innere Stadt           |
| ja   | Datei hochladen | Vier-Evangelisten-Brunnen ID: 904                                                            |         | Stadtpfarrkirche zum Hl. Blut und ehem. Dominikanerkloster, Hof, Herrengasse 23 Standort | Edwin Eder                                                    | 1964 (1962)             | | Standort: Innere Stadt           |
| BW   | Datei hochladen | Stiefel ID: 1445                                                                             |         | Stiefelkönig, Schuhhaus „Spitz“, Herrengasse 26 Standort                                 | Gustav Troger                                                 | 1992                    | | Standort: Innere Stadt           |
| ja   | Datei hochladen | 63 Jahre danach ID: 1779                                                                     | Projekt | Wahlzentrale/Burg (Hofgasse, Einfahrt zum Burghof-Parkplatz) Standort                    | Jochen Gerz                                                   | 2010–2014               | Das Projekt wurde im Sommer 2014 eingestellt. | Standort: Innere Stadt           |
|      | Datei hochladen | LIFT ID: 876                                                                                 |         | Burg, Hofgasse 13-15                                                                     | Joachim Baur                                                  | 1998/2002               | | Standort: Innere Stadt           |
| ja   | Datei hochladen | Wappen von Graz und Österreich ID: 1347                                                      |         | Burg, Hofgasse 13-15                                                                     | Fritz Silberbauer                                             | 1952                    | | Standort: Innere Stadt           |
| ja   | Datei hochladen | Hugo Wolf ID: 1022                                                                           | Denkmal | Burg, 2. Burghof, vor dem Registraturtrakt, Hofgasse 13-15 Standort                      | Erwin Huber                                                   | 1959                    | | Standort: Innere Stadt           |
| ja   | Datei hochladen | Joseph Taddäus Stammel ID: 1023                                                              | Denkmal | Burg, 2. Burghof, vor dem Registraturtrakt, Hofgasse 13-15 Standort                      | Erwin Huber                                                   | 1959                    | | Standort: Innere Stadt           |
| ja   | Datei hochladen | Johann Josef Fux ID: 1071                                                                    | Denkmal | Burg, 2. Burghof, vor dem Registraturtrakt, Hofgasse 13-15 Standort                      | Othmar Klemencic                                              | 1959                    | | Standort: Innere Stadt           |
| ja   | Datei hochladen | Peter Rosegger ID: 1072                                                                      | Denkmal | Burg, 2. Burghof, vor dem Registraturtrakt, Hofgasse 13-15 Standort                      | Othmar Klemencic                                              | 1959                    | | Standort: Innere Stadt           |
| ja   | Datei hochladen | Peter Tunner ID: 1135                                                                        | Denkmal | Burg, 2. Burghof, vor dem Registraturtrakt, Hofgasse 13-15 Standort                      | Ulf Mayer                                                     |                         | | Standort: Innere Stadt           |
| ja   | Datei hochladen | Johann Bernhard Fischer von Erlach ID: 1251                                                  | Denkmal | Burg, 2. Burghof, vor dem Registraturtrakt, Hofgasse 13-15 Standort                      | Josef Papst                                                   | 1959                    | | Standort: Innere Stadt           |
| ja   | Datei hochladen | Viktor Kaplan ID: 1252                                                                       | Denkmal | Burg, 2. Burghof, vor dem Registraturtrakt, Hofgasse 13-15 Standort                      | Josef Papst                                                   | 1959                    | | Standort: Innere Stadt           |
| ja   | Datei hochladen | August Musger ID: 1298                                                                       | Denkmal | Burg, 2. Burghof, vor dem Registraturtrakt, Hofgasse 13-15 Standort                      | Gottfried Prabitz                                             | 1959                    | | Standort: Innere Stadt           |
| ja   | Datei hochladen | Anna Plochl ID: 1317                                                                         | Denkmal | Burg, 2. Burghof, vor dem Registraturtrakt, Hofgasse 13-15 Standort                      | Lia Rigler                                                    | 1994                    | | Standort: Innere Stadt           |
| ja   | Datei hochladen | Ulrich von Liechtenstein ID: 1332                                                            | Denkmal | Burg, 2. Burghof, vor dem Registraturtrakt, Hofgasse 13-15 Standort                      | Alfred Schlosser                                              | 1960 (?)                | | Standort: Innere Stadt           |
| ja   | Datei hochladen | Alexander Girardi ID: 1467                                                                   | Denkmal | Burg, 2. Burghof, vor dem Registraturtrakt, Hofgasse 13-15 Standort                      | Erich Unterweger                                              | 1959                    | | Standort: Innere Stadt           |
| ja   | Datei hochladen | Paula Grogger ID: 1509                                                                       | Denkmal | Burg, 2. Burghof, vor dem Registraturtrakt, Hofgasse 13-15 Standort                      | Margarete Wilburg                                             | 1994                    | | Standort: Innere Stadt           |
| ja   | Datei hochladen | Fassadengestaltung ID: 1480                                                                  |         | Burg, S-Front, Hofgasse 13-15 Standort                                                   | Alexander Wahl                                                |                         | | Standort: Innere Stadt           |
|      | Datei hochladen | Ansichten und Kunstdenkmäler von Graz ID: 1503                                               |         | Burg, Stiege II, Hofgasse 13-15                                                          | Alfred Wickenburg                                             | 1952                    | | Standort: Innere Stadt           |
|      | Datei hochladen | Wiederaufbau 1949 ID: 1348                                                                   |         | Burg, Wandnische im „Maximiliansbau“, Hofgasse 13-15                                     | Fritz Silberbauer                                             | 1951                    | | Standort: Innere Stadt           |
| ja   | Datei hochladen | Spielende Kinder ID: 1128                                                                    |         | Landessportzentrum, Jahngasse 3 Standort                                                 | Hans Mauracher                                                | 1953                    | | Standort: Innere Stadt           |
| ja   | Datei hochladen | Diskobol ID: 1284                                                                            |         | Landessportzentrum, Jahngasse 3 Standort                                                 | Walter Pochlatko                                              | 1957                    | | Standort: Innere Stadt           |
| ja   | Datei hochladen | Zwischenzeit ID: 1423                                                                        |         | Landessportzentrum, Jahngasse 3 Standort                                                 | Wolfgang Temmel                                               | 1994                    | Nicht mehr in Betrieb | Standort: Innere Stadt           |
| BW   | Datei hochladen | Urzellenmotive ID: 998                                                                       |         | BAWAG, Erdgeschoßfassade und Foyer, Joanneumring 14 Standort                             | Fritz Hartlauer                                               | 1973                    | | Standort: Innere Stadt           |
| BW   | Datei hochladen | Betonglasfenster ID: 916                                                                     |         | Raiffeisen-Zentralkasse, Kaiserfeldgasse 5 Standort                                      | Franz Felfer                                                  |                         | | Standort: Innere Stadt           |
| ja   | Datei hochladen | Ludwig van Beethoven ID: 1281 HERIS-ID: 110361 Objekt-ID: 128058                             | Denkmal | Opernhaus, vor der W-Außenfront, Kaiser-Josef-Platz 10 Standort                          | Alfred Pirker                                                 | 1969                    | | Standort: Innere Stadt           |
| ja   | Datei hochladen | Richard-Wagner-Denkmal ID: 1380 HERIS-ID: 110360 Objekt-ID: 128056                           | Denkmal | Opernhaus, vor der W-Außenfront, Kaiser-Josef-Platz 10 Standort                          | Wolfgang Skala                                                | 1963                    | | Standort: Innere Stadt           |
| BW   | Datei hochladen | 63 Jahre danach ID: 1780                                                                     | Projekt | Karmeliterplatz Standort                                                                 | Jochen Gerz                                                   | 2010–2014               | Das Projekt wurde im Sommer 2014 eingestellt. | Standort: Innere Stadt           |
| ja   | Datei hochladen | Milchstraßenwand ID: 891                                                                     |         | Landesarchiv, Fassade, Karmeliterplatz 3 Standort                                        | Wolfgang Buchner                                              | 1986/87                 | | Standort: Innere Stadt           |
|      | Datei hochladen | Die Linde – Le Tilleuil ID: 1125                                                             |         | Landesarchiv, Innenhof, Karmeliterplatz 3                                                | Bele Marx, Gilles Mussard                                     | 1997–2001               | | Standort: Innere Stadt           |
|      | Datei hochladen | Brunnen ID: 1421                                                                             |         | Grazer Stadtwerke, Wasserwerk, Vorplatz, Körösistraße 29                                 | Erwin Talker                                                  | 1988                    | | Standort: Innere Stadt           |
| ja   | Datei hochladen | Glasfenster ID: 1403                                                                         |         | Casino Graz, Landhausgasse 10 Standort                                                   | Hans Staudacher                                               | 1984/86                 | | Standort: Innere Stadt           |
|      | Datei hochladen | Skulptur ID: 1303                                                                            |         | BG/BRG Lichtenfels, Pausenhalle, Lichtenfelsgasse 3-5                                    | Wolfgang Rahs                                                 | 1991                    | | Standort: Innere Stadt           |
| ja   | Datei hochladen | Ehrenring. Denkmal für Oktavia Aigner-Rollett ID: 877                                        | Denkmal | Maria-Theresien-Allee Standort                                                           | Barbara Baur-Edlinger                                         | 1997                    | Das Denkmal für Oktavia Aigner-Rollett, zweite Absolventin der medizinischen Fakultät in Graz und erste Sekundarärztin in Österreich, besteht aus einem Ring aus zwei Teilen, der erste Teil steht in der Harrachgasse (Lage), ihrem Geburts- und Studienort, der zweite vor dem Paulustor, wo sie als erste Ärztin im Grazer Allgemeinen Krankenhaus tätig war. | Standort: Geidorf / Innere Stadt |
| ja   | Datei hochladen | Farbenhaus Harnisch ID: 1238                                                                 |         | Pöllauer Stiftshof/Farbenhaus Harnisch, Mehlplatz 2 Standort                             | Adolf A. Osterider                                            | 1963                    | | Standort: Innere Stadt           |
| ja   | Datei hochladen | Dr.-Eduard-Speck-Denkmal ID: 1024                                                            | Denkmal | Dr.-Muck-Anlage, Opernring Standort                                                      | Erwin Huber                                                   | 1974                    | | Standort: Innere Stadt           |
| BW   | Datei hochladen | 63 Jahre danach ID: 1774                                                                     | Projekt | Eisernes Tor, Opernring Standort                                                         | Jochen Gerz                                                   | 2010–2014               | Das Projekt wurde im Sommer 2014 eingestellt. | Standort: Innere Stadt           |
| ja   | Datei hochladen | Statue (Lichtschwert) ID: 1392                                                               | Projekt | Oper/Dr.-Muck-Anlage, Opernring 1 Standort                                               | Hartmut Skerbisch                                             | 1992                    | | Standort: Innere Stadt           |
| ja   | Datei hochladen | Rosariumbrunnen ID: 1285 HERIS-ID: 103905 Objekt-ID: 120470                                  |         | Opernring Standort                                                                       | Walter Pochlatko                                              | 1950/51                 | | Standort: Innere Stadt           |
| BW   | Datei hochladen | Inversion ID: 1473                                                                           |         | Bundespolizeidirektion, Erschließungshalle, Parkring 4 Standort                          | Michel Verjux                                                 | 1996                    | Die Lichtinstallation ist außer Betrieb. | Standort: Innere Stadt           |
| ja   | Datei hochladen | Mahnmal ID: 1358 HERIS-ID: 62769 Objekt-ID: 75350                                            | Denkmal | Paulustor Standort                                                                       | Alexander Silveri                                             | 1958–1961               | | Standort: Innere Stadt           |
| BW   | Datei hochladen | Beschleunigung ID: 946                                                                       | Projekt | Pomeranzengasse Standort                                                                 | Martin Gansberger, Bernhard Luthringshausen, Nina Wirnsberger | 2003                    | | Standort: Innere Stadt           |
| ja   | Datei hochladen | Mariahilf-Gnadenbild (nach Pietro de Pomis) ID: 1228                                         |         | Raubergasse 5 Standort                                                                   | Wilma Niedermayr-Schalk                                       | 1969                    | | Standort: Innere Stadt           |
| BW   | Datei hochladen | 63 Jahre danach ID: 1778                                                                     | Projekt | Sackstraße, Schlossbergplatz vor der Dreifaltigkeitskirche Standort                      | Jochen Gerz                                                   | 2010–2014               | Das Projekt wurde im Sommer 2014 eingestellt. | Standort: Innere Stadt           |
|      | Datei hochladen | Rosenkavaliersszene ID: 1351                                                                 |         | Hotel Erzherzog Johann, Speisesaal, Sackstraße 3-5                                       | Fritz Silberbauer                                             | 1960                    | | Standort: Innere Stadt           |
| BW   | Datei hochladen | o.T. ID: 1060                                                                                |         | Stadtmuseum, Foyer, Sackstraße 18 Standort                                               | Michael Kienzer                                               | 1996                    | | Standort: Innere Stadt           |
| ja   | Datei hochladen | Hl. Josef ID: 977                                                                            |         | Sackstraße 28, 30 Standort                                                               | Stefan Gyurko                                                 |                         | | Standort: Innere Stadt           |
| BW   | Datei hochladen | Senza titolo ID: 1082                                                                        |         | Marko-Haus, Sackstraße 29 Standort                                                       | Jannis Kounellis                                              | 1997                    | | Standort: Innere Stadt           |
| ja   | Datei hochladen | Brunnen ID: 1519                                                                             |         | Marko-Spitz, Sackstraße 29 Standort                                                      | Erwin Wurm                                                    | 2003                    | Der Originalentwurf für den Schlossbergplatz wurde nicht realisiert. | Standort: Innere Stadt           |
| ja   | Datei hochladen | Gedächtnisstätte für die abgetretene Südsteiermark ID: 1026 HERIS-ID: 14081 Objekt-ID: 10306 | Denkmal | Kanonenbastei, Schlossberg Standort                                                      | Erwin Huber                                                   | 1970                    | siehe Denkmalliste | Standort: Innere Stadt           |
| ja   | Datei hochladen | Städtefreundschaft – Völkerfreundschaft ID: 1336 HERIS-ID: 14082 Objekt-ID: 10307            | Denkmal | Kanonenbastei, Schlossberg Standort                                                      | Georg Schönauer                                               | 1971                    | siehe Denkmalliste | Standort: Innere Stadt           |
| ja   | Datei hochladen | Major-Hackher-Denkmal ID: 964 HERIS-ID: 14075 Objekt-ID: 10300                               | Denkmal | Schlossberg Standort                                                                     | Wilhelm Gösser                                                | 1965                    | | Standort: Innere Stadt           |
| BW   | Datei hochladen | Skulptur – ASCII-Himmel ID: 1096                                                             | Projekt | Schlossberg Standort                                                                     | Richard Kriesche                                              | 1991                    | | Standort: Innere Stadt           |
| ja   | Datei hochladen | Vier Elemente ID: 1235 HERIS-ID: 14058 Objekt-ID: 10283                                      |         | sog. „Wetterhäuschen“ am Hochplateau, Schlossberg Standort                               | Adolf A. Osterider                                            | 1955                    | | Standort: Innere Stadt           |
| BW   | Datei hochladen | Der unbekannte Ritter ID: 1789                                                               | Projekt | Türkenbrunnen, Schlossberg 1 Standort                                                    | Nasan Tur                                                     | 2011                    | | Standort: Innere Stadt           |
|      | Datei hochladen | o.T. ID: 1062                                                                                |         | Schlossberghotel, Hof, Kaiser-Franz-Josef-Kai 30                                         | Michael Kienzer                                               | 1996                    | | Standort: Innere Stadt           |
|      | Datei hochladen | Mirror Displacement ID: 1444                                                                 |         | Schlossberghotel, Wintergarten, Kaiser-Franz-Josef-Kai 30                                | Gustav Troger                                                 | 1998                    | | Standort: Innere Stadt           |
|      | Datei hochladen | o.T. ID: 1018                                                                                |         | Schlossberghotel, begrünter Innenhof, Kaiser-Franz-Josef-Kai 30                          | Sabina Hörtner                                                | 1995                    | | Standort: Innere Stadt           |
| ja   | Datei hochladen | Taubenbrunnen ID: 1318                                                                       |         | Schlossbergplatz Standort                                                                | Walter Ritter                                                 | 1947–1949               | | Standort: Innere Stadt           |
| ja   | Datei hochladen | Zitate ID: 1155                                                                              | Projekt | zwischen Palais Attems und Dreifaltigkeitskirche, Schlossbergplatz Standort              | Gerhard Melzer                                                | 1993                    | | Standort: Innere Stadt           |
| ja   | Datei hochladen | Goldwasser ID: 910                                                                           |         | zwischen Parkstraße und Maria-Theresia-Allee, Stadtpark Standort                         | Fedo Ertl                                                     | 1992                    | | Standort: Innere Stadt           |
| ja   | Datei hochladen | Joseph-Marx-Denkmal ID: 861                                                                  | Denkmal | Stadtpark Standort                                                                       | Gustinus Ambrosi                                              | 1968                    | | Standort: Innere Stadt           |
| ja   | Datei hochladen | Hans-Pirchegger-Denkmal ID: 967                                                              | Denkmal | Stadtpark Standort                                                                       | Wilhelm Gösser                                                | 1975                    | | Standort: Innere Stadt           |
| ja   | Datei hochladen | Hanns-Koren-Denkmal ID: 1027                                                                 | Denkmal | Stadtpark Standort                                                                       | Erwin Huber                                                   | 1986                    | | Standort: Innere Stadt           |
| ja   | Datei hochladen | Robert-Stolz-Denkmal ID: 1028                                                                | Denkmal | Stadtpark Standort                                                                       | Erwin Huber                                                   | 1970 (Aufstellung 1972) | | Standort: Innere Stadt           |
| ja   | Datei hochladen | Johannes-Kepler-Denkmal ID: 1282                                                             | Denkmal | Stadtpark Standort                                                                       | Alfred Pirker                                                 | 1963                    | | Standort: Innere Stadt           |
| ja   | Datei hochladen | Franz Nabl ID: 1384                                                                          | Denkmal | Stadtpark Standort                                                                       | Wolfgang Skala                                                | 1974                    | | Standort: Innere Stadt           |
| ja   | Datei hochladen | Libellengruppe ID: 1481                                                                      |         | Burggraben, Stadtpark Standort                                                           | Alexander Wahl                                                | 1961                    | | Standort: Innere Stadt           |
| ja   | Datei hochladen | Alfons-Gorbach-Denkmal ID: 1025                                                              | Denkmal | Erzherzog-Johann-Allee, Stadtpark Standort                                               | Erwin Huber                                                   | 1986                    | | Standort: Innere Stadt           |
| ja   | Datei hochladen | Josef-Krainer-Denkmal ID: 1356                                                               | Denkmal | Erzherzog-Johann-Allee, Stadtpark Standort                                               | Alexander Silveri                                             | 1974                    | | Standort: Innere Stadt           |
| ja   | Datei hochladen | Brunnenwerk („Rostiger Nagel“) ID: 1400                                                      | Projekt | Platz der Menschenrechte, Stadtpark Standort                                             | Serge Spitzer                                                 | 1985                    | | Standort: Innere Stadt           |
| ja   | Datei hochladen | Lineare Skulptur ID: 1262                                                                    |         | Amtsgebäude, Innenhof, Stempfergasse 7 Standort                                          | Ferdinand Penker                                              | 1991                    | | Standort: Innere Stadt           |
| BW   | Datei hochladen | Platzgestaltung ID: 887                                                                      | Projekt | Tummelplatz Standort                                                                     | Alfred Bramberger, Michael Zinganel                           | 1991                    | | Standort: Innere Stadt           |
| ja   | Datei hochladen | Tierkreiszeichen ID: 1349                                                                    |         | ehem. Palais Stubenberg, Tummelplatz 9 Standort                                          | Fritz Silberbauer                                             | 1950                    | | Standort: Innere Stadt           |
| BW   | Datei hochladen | Keplerdenkmal ID: 1113                                                                       | Denkmal | Umspannwerk Mitte, Wickenburggasse/Körösistraße 16 Standort                              | Gerhard Lojen                                                 | 1990                    | | Standort: Innere Stadt           |
|      | Datei hochladen | 20+03 WOMENT!-ORTE ID: 1017                                                                  | Denkmal | quer durch die Stadt                                                                     | Sabina Hörtner                                                | 2003                    | |                                  |
|      | Datei hochladen | Der Wald (Draken) ID: 1208                                                                   | Projekt | kein Ort                                                                                 | Friederike Nestler-Rebeau, Norbert Nestler                    | 1987 (1. Entwurf)       | Die begehbare Großraumskulptur soll aus den 24 Österreichdraken nadelbaumsilhouettenhaft aufgestellt gebildet werden – die Realisierung ist nach Ablauf ihres Einsatzes beim österreichischen Bundesheer geplant. |                                  |

## Sakrale Kunstwerke
| Foto |                 | Name                                                                                | Typ     | Standort                                                                  | Künstler              | Datierung | Beschreibung | Metadaten              |
| ---- | --------------- | ----------------------------------------------------------------------------------- | ------- | ------------------------------------------------------------------------- | --------------------- | --------- | ------------ | ---------------------- |
|      | Datei hochladen | Altar, Ambo ID: 1150                                                                |         | Bischöfliches Palais, Hauskapelle, Bischofplatz 4                         | Ingrid Mayr           | 2002      |              | Standort: Innere Stadt |
| ja   | Datei hochladen | Hl. Ägidius ID: 1032                                                                |         | Domkirche zum hl. Ägidius, Burggasse 1 Standort                           | Erwin Huber           |           |              | Standort: Innere Stadt |
| BW   | Datei hochladen | Glockendekoration ID: 1031                                                          |         | Domkirche zum hl. Ägidius, Burggasse 3 Standort                           | Erwin Huber           | 1987      |              | Standort: Innere Stadt |
| BW   | Datei hochladen | Glasfenster ID: 1505                                                                |         | Domkirche zum hl. Ägidius, Barbarakapelle, Burggasse 3 Standort           | Alfred Wickenburg     | 1965      |              | Standort: Innere Stadt |
| BW   | Datei hochladen | Glasfenster ID: 1063                                                                |         | Priesterseminarkapelle, Bürgergasse 2 Standort                            | Michael Kienzer       | 1994      | [ 2 ]        | Standort: Innere Stadt |
| BW   | Datei hochladen | Braunkreuz ID: 1313                                                                 |         | Priesterseminarkapelle, Bürgergasse 2 Standort                            | Arnulf Rainer         | 1991      | [ 2 ]        | Standort: Innere Stadt |
| BW   | Datei hochladen | Hauptaltar ID: 1369                                                                 |         | Priesterseminarkapelle, Bürgergasse 2 Standort                            | Alexander Silveri     | 1962 (?)  | [ 2 ]        | Standort: Innere Stadt |
| BW   | Datei hochladen | Heilsgeschichte ID: 1410                                                            |         | Priesterseminarkapelle, Bürgergasse 2 Standort                            | Rudolf Szyszkowitz    | 1962/63   | [ 2 ]        | Standort: Innere Stadt |
| BW   | Datei hochladen | Glasfenster im Langhaus ID: 972                                                     |         | Franziskanerkirche Mariä Himmelfahrt, Franziskanerplatz 14 Standort       | Sr. Basilia Gürth OSB | ab 1958   |              | Standort: Innere Stadt |
| BW   | Datei hochladen | Kanzel/Ambo ID: 1129                                                                |         | Franziskanerkirche Mariä Himmelfahrt, Franziskanerplatz 14 Standort       | Hans Mauracher        | 1954      |              | Standort: Innere Stadt |
| BW   | Datei hochladen | Tabernakel ID: 1138                                                                 |         | Franziskanerkirche Mariä Himmelfahrt, Franziskanerplatz 14 Standort       | Ulf Mayer             | 1957 (?)  |              | Standort: Innere Stadt |
| BW   | Datei hochladen | Altar ID: 1209                                                                      |         | Franziskanerkirche Mariä Himmelfahrt, Franziskanerplatz 14 Standort       | Fritz Neuhold         | 1982      |              | Standort: Innere Stadt |
| BW   | Datei hochladen | Corpus Christi ID: 1362                                                             |         | Franziskanerkirche Mariä Himmelfahrt, Franziskanerplatz 14 Standort       | Alexander Silveri     | 1957      |              | Standort: Innere Stadt |
| BW   | Datei hochladen | Glasfenster ID: 917                                                                 |         | Franziskanerkirche Mariä Himmelfahrt, Chor, Franziskanerplatz 14 Standort | Franz Felfer          | 1959/60   |              | Standort: Innere Stadt |
| BW   | Datei hochladen | Tabernakel, Ewiges Licht ID: 1109                                                   |         | Oratorium, Franziskanerkloster, Franziskanerplatz 14 Standort             | Michael Lingenhöle    | 2002      |              | Standort: Innere Stadt |
| BW   | Datei hochladen | Sl. Liberat, Hl. Maria ID: 1330                                                     |         | Oratorium, Franziskanerkloster, Franziskanerplatz 14 Standort             | Werner Schimpl        | 2002      |              | Standort: Innere Stadt |
| ja   | Datei hochladen | Katholikentagskreuz ID: 1153                                                        | Projekt | Stadtpark Standort                                                        | Jörg Mayr (Künstler)  | 1981      |              | Standort: Innere Stadt |
| ja   | Datei hochladen | Passion Christi ID: 882                                                             |         | Stadtpfarrkirche zum Hl. Blut, Herrengasse 23 Standort                    | Albert Birkle         | 1950–1953 |              | Standort: Innere Stadt |
| ja   | Datei hochladen | Urzellen ID: 1003                                                                   |         | Stadtpfarrkirche zum Hl. Blut, Herrengasse 23 Standort                    | Fritz Hartlauer       | 1977      |              | Standort: Innere Stadt |
| BW   | Datei hochladen | Altar, Ambo ID: 1167                                                                |         | Stadtpfarrkirche zum Hl. Blut, Herrengasse 23 Standort                    | Friedrich Moser       | 1977      |              | Standort: Innere Stadt |
| BW   | Datei hochladen | Glasfenster ID: 1166                                                                |         | Stadtpfarrkirche zum Hl. Blut, Abendkirche, Herrengasse 23 Standort       | Friedrich Moser       | 1977      |              | Standort: Innere Stadt |
| BW   | Datei hochladen | Musizierende Engelsputten ID: 1079 HERIS-ID: 59861 Objekt-ID: 71507                 |         | Stiegenkirche St. Paul, Sporgasse 21, 21a und 23 Standort                 | Othmar Klemencic      | 1947      |              | Standort: Innere Stadt |
| ja   | Datei hochladen | Altarbild ID: 1123 HERIS-ID: 59861 Objekt-ID: 71507                                 |         | Stiegenkirche St. Paul, Sporgasse 21, 21a und 23 Standort                 | Gottfried Mairwöger   | 1983/84   |              | Standort: Innere Stadt |
| BW   | Datei hochladen | Das Leben des Apostels Paulus ID: 1328 HERIS-ID: 59861 Objekt-ID: 71507             |         | Stiegenkirche St. Paul, Sporgasse 21, 21a und 23 Standort                 | Helga Schegula        | 1984      |              | Standort: Innere Stadt |
| BW   | Datei hochladen | Der Prophet ID: 1372 HERIS-ID: 59861 Objekt-ID: 71507                               |         | Stiegenkirche St. Paul, Sporgasse 21, 21a und 23 Standort                 | Alexander Silveri     | 1959      |              | Standort: Innere Stadt |
| BW   | Datei hochladen | Before and after (Hl. Sebastian) ID: 1451 HERIS-ID: 59861 Objekt-ID: 71507          |         | Stiegenkirche St. Paul, Sporgasse 21, 21a und 23 Standort                 | Gustav Troger         | 1993      |              | Standort: Innere Stadt |
| BW   | Datei hochladen | Altar, Ambo, Tabernakel ID: 1452 HERIS-ID: 59861 Objekt-ID: 71507                   |         | Stiegenkirche St. Paul, Sporgasse 21, 21a und 23 Standort                 | Gustav Troger         | 1983/84   |              | Standort: Innere Stadt |
| BW   | Datei hochladen | Vier Szenen aus dem Leben des Hl. Paulus ID: 866 HERIS-ID: 59861 Objekt-ID: 71507   |         | Stiegenkirche St. Paul, Depot, Sporgasse 21, 21a und 23 Standort          | Werner Augustiner     | 1962      |              | Standort: Innere Stadt |
| BW   | Datei hochladen | Madonna ID: 1333 HERIS-ID: 59861 Objekt-ID: 71507                                   |         | Stiegenkirche St. Paul, Innenhof, Sporgasse 21, 21a und 23 Standort       | Alfred Schlosser      | 1962 (?)  |              | Standort: Innere Stadt |
| BW   | Datei hochladen | Kruzifixus ID: 1143 HERIS-ID: 59861 Objekt-ID: 71507                                |         | Stiegenkirche St. Paul, Sakristei, Sporgasse 21, 21a und 23 Standort      | Ulf Mayer             | 1962      |              | Standort: Innere Stadt |
| BW   | Datei hochladen | Abendmahl, Grablegung, Mariä Verkündigung ID: 1373 HERIS-ID: 59861 Objekt-ID: 71507 |         | Stiegenkirche St. Paul, Stiegenaufgang, Sporgasse 21, 21a und 23 Standort | Alexander Silveri     | 1950–1959 |              | Standort: Innere Stadt |

## Ehemalige Kunstwerke
| Foto |                 | Name                                                      | Typ     | Standort                                           | Künstler          | Datierung | Beschreibung | Metadaten              |
| ---- | --------------- | --------------------------------------------------------- | ------- | -------------------------------------------------- | ----------------- | --------- | --- | ---------------------- |
| ja   | Datei hochladen | Feuermauer-Bemalung ID: 960                               | Projekt | Färberplatz Standort                               | Roland Goeschl    | 1979      | Das Projekt im Rahmen des Steirischen Herbsts wurde durch den Bau des M1 zerstört. | Standort: Innere Stadt |
| ja   | Datei hochladen | Fünffigurengruppe ID: 867                                 |         | Generalihof, Herrengasse Standort                  | Joannis Avramidis |           | nicht mehr vor Ort | Standort: Innere Stadt |
| ja   | Datei hochladen | Lichtinstallation ID: 1126                                |         | Schauspielhaus, Hofgasse 11 Standort               | Muda Mathis       | 2000      | Nicht mehr vor Ort | Standort: Innere Stadt |
| ja   | Datei hochladen | Mahnmal (Telefonnummer des Grazer Frauennotrufes) ID: 903 | Denkmal | Nähe Hauptbrücke, Kapistran-Pieller-Platz Standort | Veronika Dreier   | 1996      | Die Skulptur aus rostfreiem Stahl stellte die Telefonnummer des Grazer Frauennotrufs (671160) in rund 2 m hohen Ziffern in die Wiese. Sie wurde wegen der Errichtung eines Kinderspielplatzes demontiert. | Standort: Innere Stadt |
| ja   | Datei hochladen | Textinstallation ID: 1111                                 |         | Landesbaudirektion, Landhausgasse 7 Standort       | Thomas Locher     | 1997      | Die Textarbeit im Amtsgebäude Landhausgasse wurde abgebaut. | Standort: Innere Stadt |
| ja   | Datei hochladen | Stainzerhofbrunnen ID: 1267                               |         | Sparkassenplatz Standort                           | Oskar Pfob        | 1975      | Der Brunnen wurde bei der Neugestaltung des Platzes abgebaut. | Standort: Innere Stadt |

## Nicht realisierte Kunstwerke
| Foto |                 | Name                                                                    | Typ     | Standort                                                             | Künstler        | Datierung | Beschreibung | Metadaten              |
| ---- | --------------- | ----------------------------------------------------------------------- | ------- | -------------------------------------------------------------------- | --------------- | --------- | --- | ---------------------- |
| ja   | Datei hochladen | Duschbrunnen (Shower Fountain) ID: 1061                                 |         | Färberplatz Standort siehe Beschreibung                              | Michael Kienzer | 1992      | Wurde nicht realisiert | Standort: Innere Stadt |
| ja   | Datei hochladen | Der Sieger (Denkmal für die Malerin Norbertine Bresslern-Roth) ID: 1433 | Denkmal | zwischen Hauptplatz und Mursteg, Murufer Standort siehe Beschreibung | Erika Thümmel   | 1994      | Siegerprojekt des Wettbewerbs „Frauenbüsten“ zur Erweiterung der „Steirischen Ehrengalerie“. Nach jahrelangen Verzögerungen vonseiten des Landes zieht sich die Künstlerin aus dem Projekt zurück. | Standort: Innere Stadt |
| ja   | Datei hochladen | Fluss (In Flow) ID: 1539                                                |         | Marko-Spitz, Sackstraße 29 Standort                                  | Michael Kienzer | 1998/99   | Der Entwurf der Mur-Fontäne nach einer Privatinitiative von Helmut Marko wurde nicht realisiert. Dieser sah einen freien Wasserstrahl über einen Teil des Platzes vor.                             | Standort: Innere Stadt |

## Quelle
- OFFSITE_GRAZ. Oeffentliche Kunst seit fuenfundvierzig. Abgerufen am 11. März 2018.